# Ein starkes Team: Das große Schweigen
Das große Schweigen ist ein deutscher Fernsehfilm von Maris Pfeiffer aus dem Jahr 2003. Es handelt sich um die 26. Folge der Krimiserie Ein starkes Team mit Maja Maranow und Florian Martens in den Hauptrollen.

## Handlung
Nachdem ein Polizist und die Kronzeugin, die in einem Prozess gegen einen albanischen Mädchenhändler aussagen soll, ermordet wurden, werden Kriminalhauptkommissar Otto Garber und seine Kollegin Verena Berthold mit dem Fall betraut. Sie vermuten eine undichte Stelle im Polizeiapparat. Entsprechend wird die Abteilung überprüft, die mit dem Personenschutz betraut war. Zunächst spricht alles gegen den toten Kollegen Scheffer, der vom Täter möglicherweise gleich als unbequemer Mitwisser eliminiert wurde. Unerwartet findet Verena eine mögliche Zeugin. Luise war mit der Kronzeugin befreundet und aus dem Haus geflohen, als geschossen wurde. Auf der Flucht geriet sie unter ein Auto und befindet sich nun im Krankenhaus, kann sich aber weder an ihren Namen, noch an das Geschehene erinnern.
Reddemann erhofft sich Hinweise auf den Menschenhändlerring durch den Albaner Hakim, einen einschlägig bekannten Zuhälter, der sich zurzeit in Haft befindet. Daher schleust er Aschenbach, der für Georg Scholz als Vertretung in Reddemanns Team arbeitet, undercover in Moabit ein, um so an Informationen zu gelangen. Kaum hatte er sich das Vertrauen des Mannes erworben, wird der plötzlich vergiftet. Doch auch ohne Hakims Hilfe gelingt es den Ermittlern, eine Spur über „Limosinen-Fink“ zu dem Mädchenhändlerring zu finden. Er verleiht nicht nur Autos, sondern auch Frauen. Obwohl auch er den Polizisten Scheffer als angeblichen Informanten belastet, stellt sich Victor Kreutzer, ein intern arbeitender Kollege von Scheffer, als der Verräter heraus. Nachdem sich Luise allmählich wieder erinnern kann und ihr Kreutzer zufällig begegnet, erkennt sie ihn eindeutig als den Mann, der ihre Freundin erschossen hat. Nachdem er vergeblich versucht, Luise zu töten, wird er selbst von Mitgliedern der albanischen Mafia erschossen.

## Hintergrund
Das große Schweigen wurde in Berlin gedreht und am 27. September 2003 um 20:15 Uhr im ZDF erstausgestrahlt.
Sputnik, dessen Rolle als Geschäftsmann in der Serie als ein Running Gag angelegt ist, hat in dieser Folge neben seiner Gaststätte einen Kostümverleih eröffnet.
Georg Scholz (Leonard Lansink) ist in dieser Episode nicht dabei, da die Dreharbeiten sich mit denen zu einer Wilsberg-Folge überschnitten. Verena Berthold und Otto Garber kommentieren dies durch ihre Antworten auf die Frage von Gastermittler Aschenbach, wo denn Kollege Scholz wäre, mit den Worten: „Münster“ und „Spielt mal wieder Privatdetektiv.“

## Kritik
Die Kritiker der Fernsehzeitschrift TV Spielfilm vergeben die beste Wertung (Daumen nach oben) und werten anerkennend: „Toller Fall mit dem Berliner Dreamteam.“